# Pike County (Arkansas)
Pike County is een county in de Amerikaanse staat Arkansas.
De county heeft een landoppervlakte van 1.562 km² en telt 11.303 inwoners (volkstelling 2000). De hoofdplaats is Murfreesboro.